# 沢茂吉
沢 茂吉（さわ しげきち、1853年12月6日(嘉永6年11月6日) – 1909年(明治42年)9月15日）は、日本の牧師、開拓事業家である。

## 経歴
1853年に摂津国三田藩士の家に生まれ、藩校造士館で学び、その後慶應義塾で学ぶ。1874年に会社組織で製乳業を始める。
1875年7月三田教会成立時、母親と共に洗礼を受ける。1877年より1879年より神戸女学院の教師として、漢学、数学、習字を教える。また、日本基督伝道会社の牧師として、三田教会の牧会をする。
1882年4月に赤心社に入社する。1883年に赤心社の副社長になる。赤心社員と共に元浦河筋（浦河郡）に入植する。1886年に元浦河教会が設立され、教会の中心的な人物になる。1908年北海道議会議員に当選する。1909年に浦河で死去する。